# TransSemenic

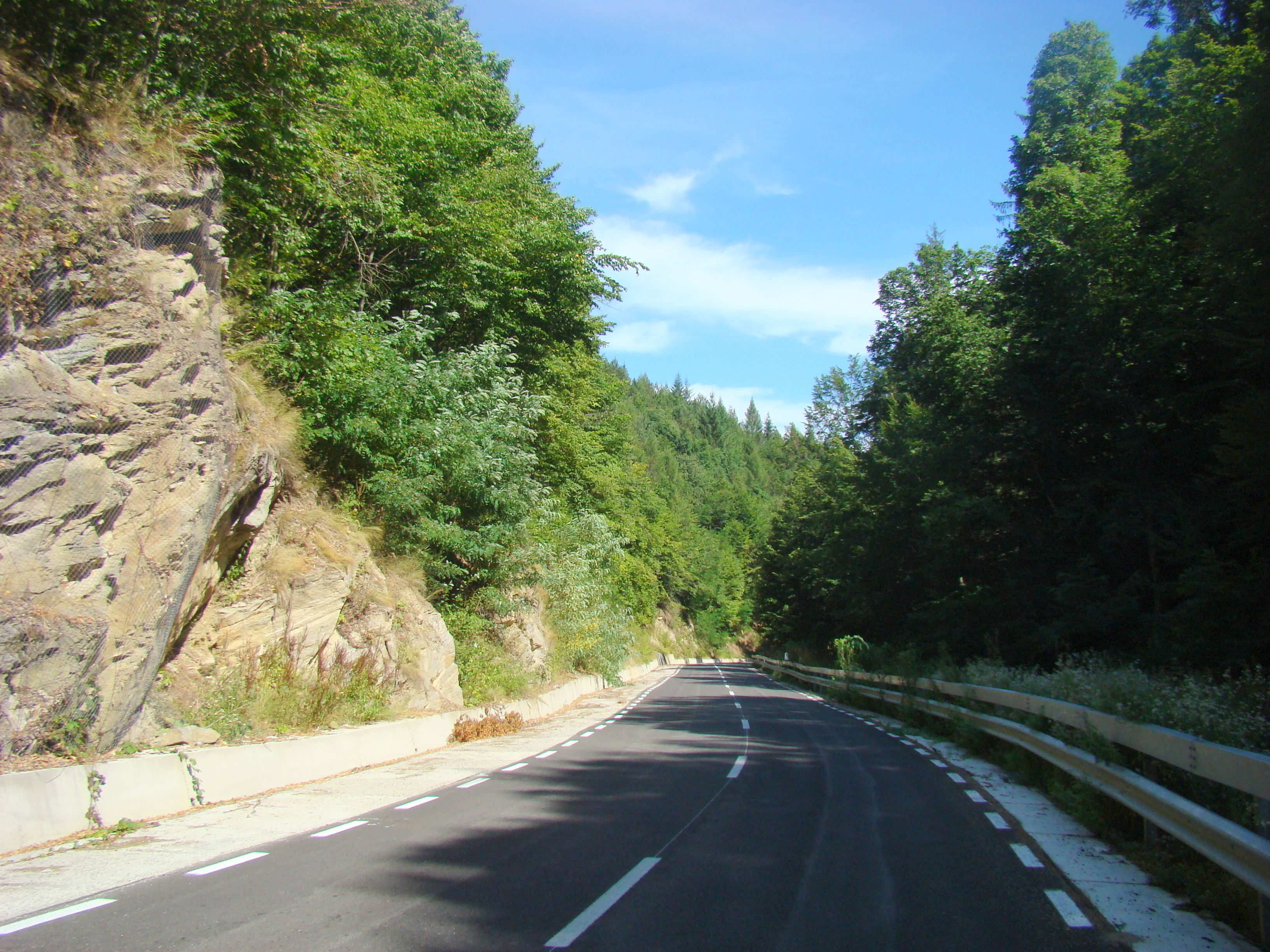
TransSemenic, foto: iulie 2015.

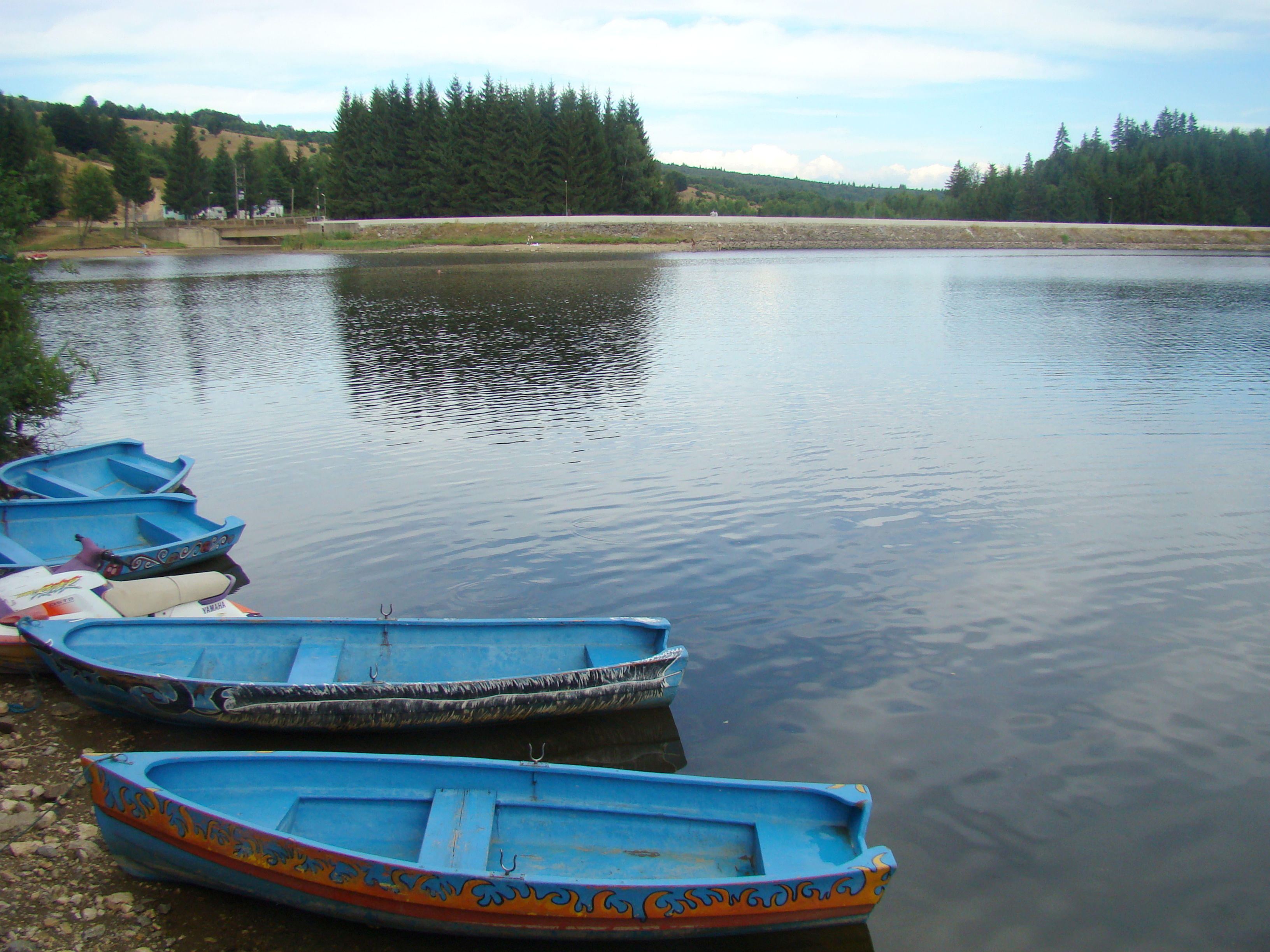
Drumul turistic trece prin stațiunea de interes local Trei Ape

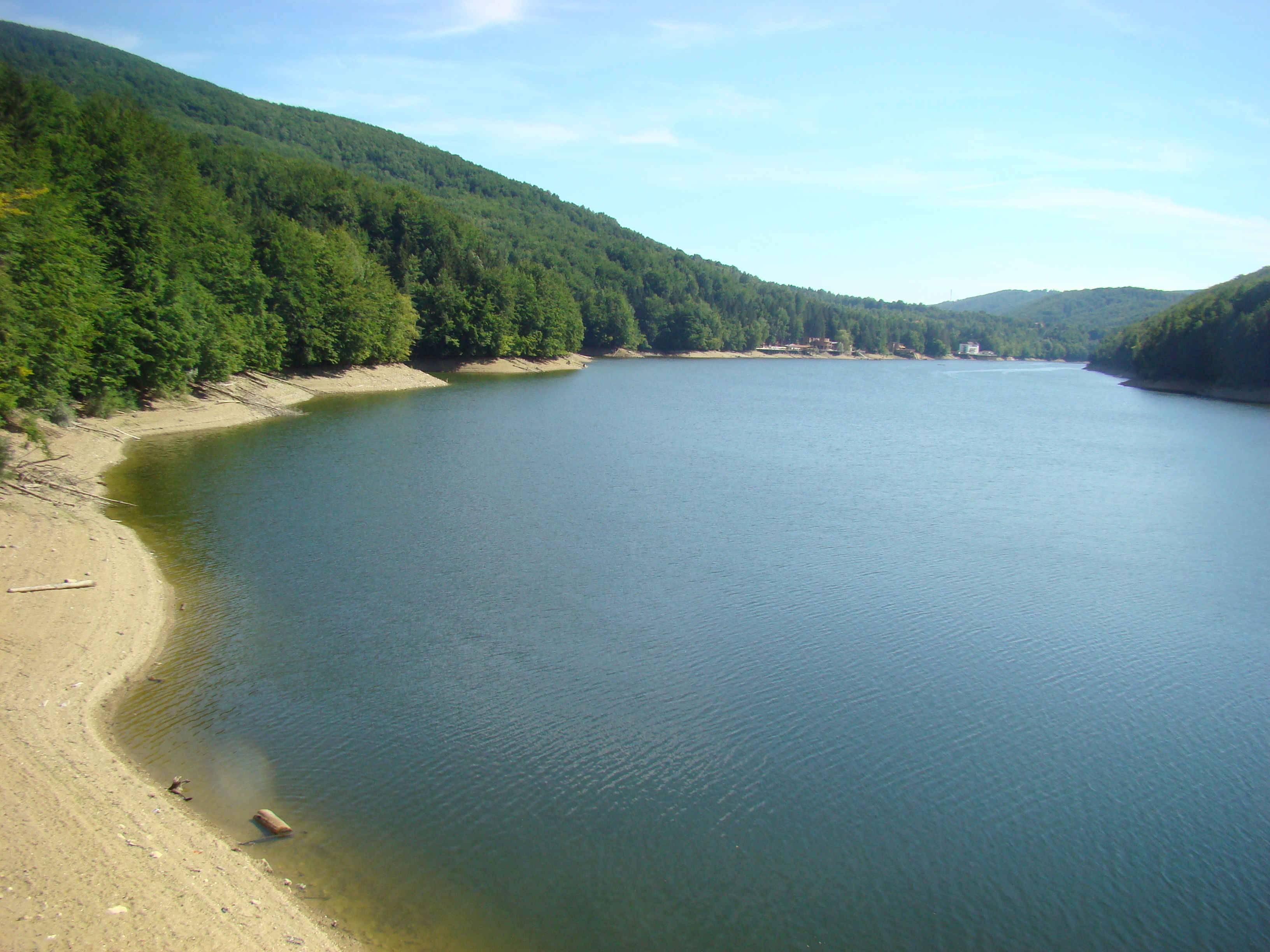
Șoseaua modernizată trece pe lângă lacul de acumulare Văliug

TransSemenic este drumul care traversează masivul Semenic, una dintre cele mai pitorești zone din vestul țării. Șoseaua modernizată leagă, de la est la vest, localitățile Văliug și Slatina-Timiș.

## Istoric
Fostul drum județean a fost refăcut prin proiectul de „Modernizare a DJ 582 Văliug – Slatina Timiș”, care a avut o valoare totală de 20,5 milioane euro, peste 86% fiind finanțare primită de la Uniunea Europeană prin programul operational Regio, restul fiind contribuția autorităților locale. Odată cu finalizarea lucrărilor întreaga zonă poate prospera din punct de vedere turistic, frumusețile Munților Semenic fiind mult mai bine puse în valoare.
Drumul a fost inaugurat în luna decembrie 2014, are o lungime de aproape 40 de km, trece prin stațiunile de interes local Gărâna, Trei Ape, Brebu Nou și Văliug, ajungând până la altitudinea de 1000 de metri.

## Vezi și
- Parcul Național Semenic - Cheile Carașului
- Lacul Văliug
- Gărâna, Caraș-Severin
- Comuna Slatina-Timiș, Caraș-Severin

## Imagini

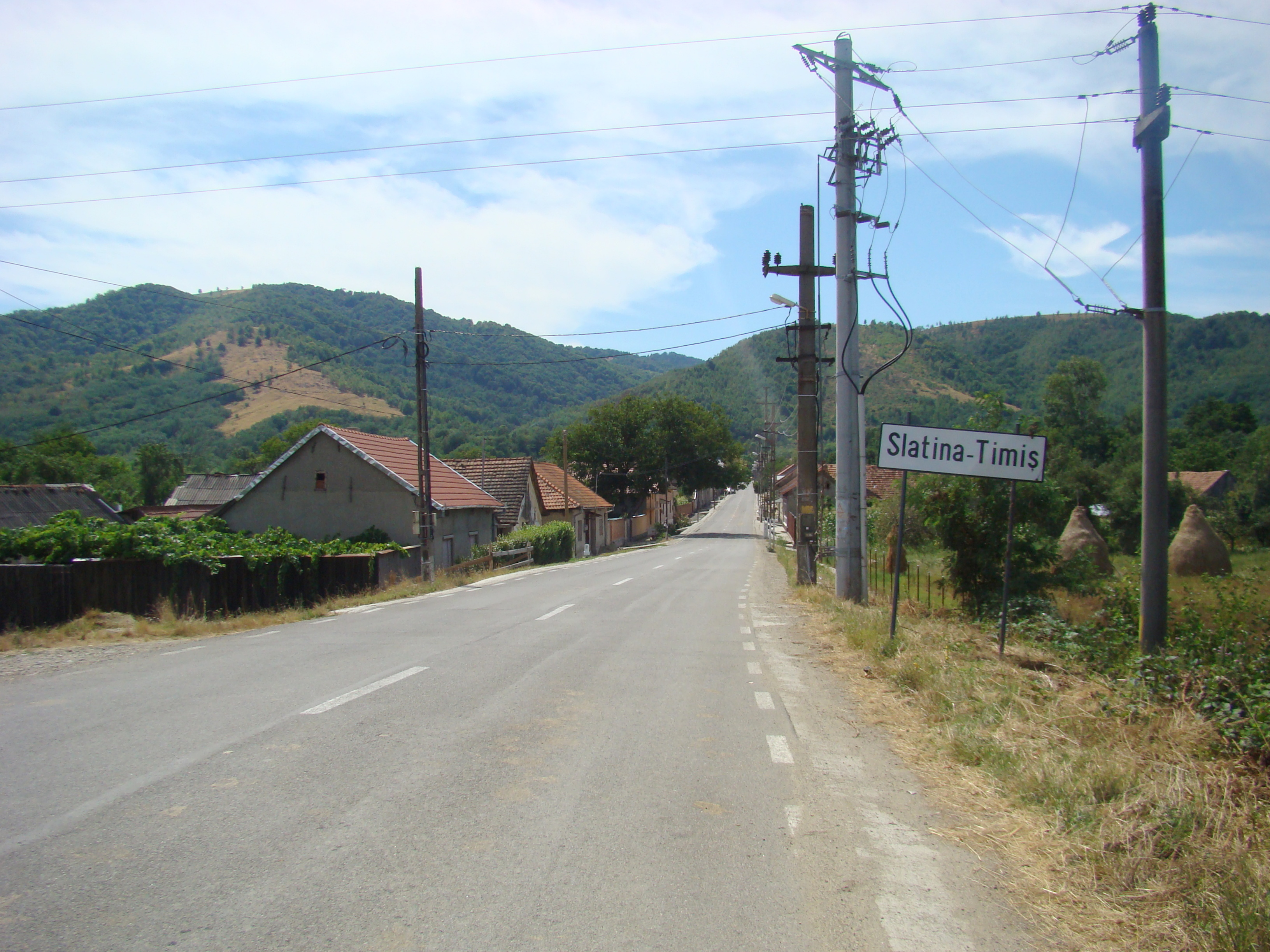
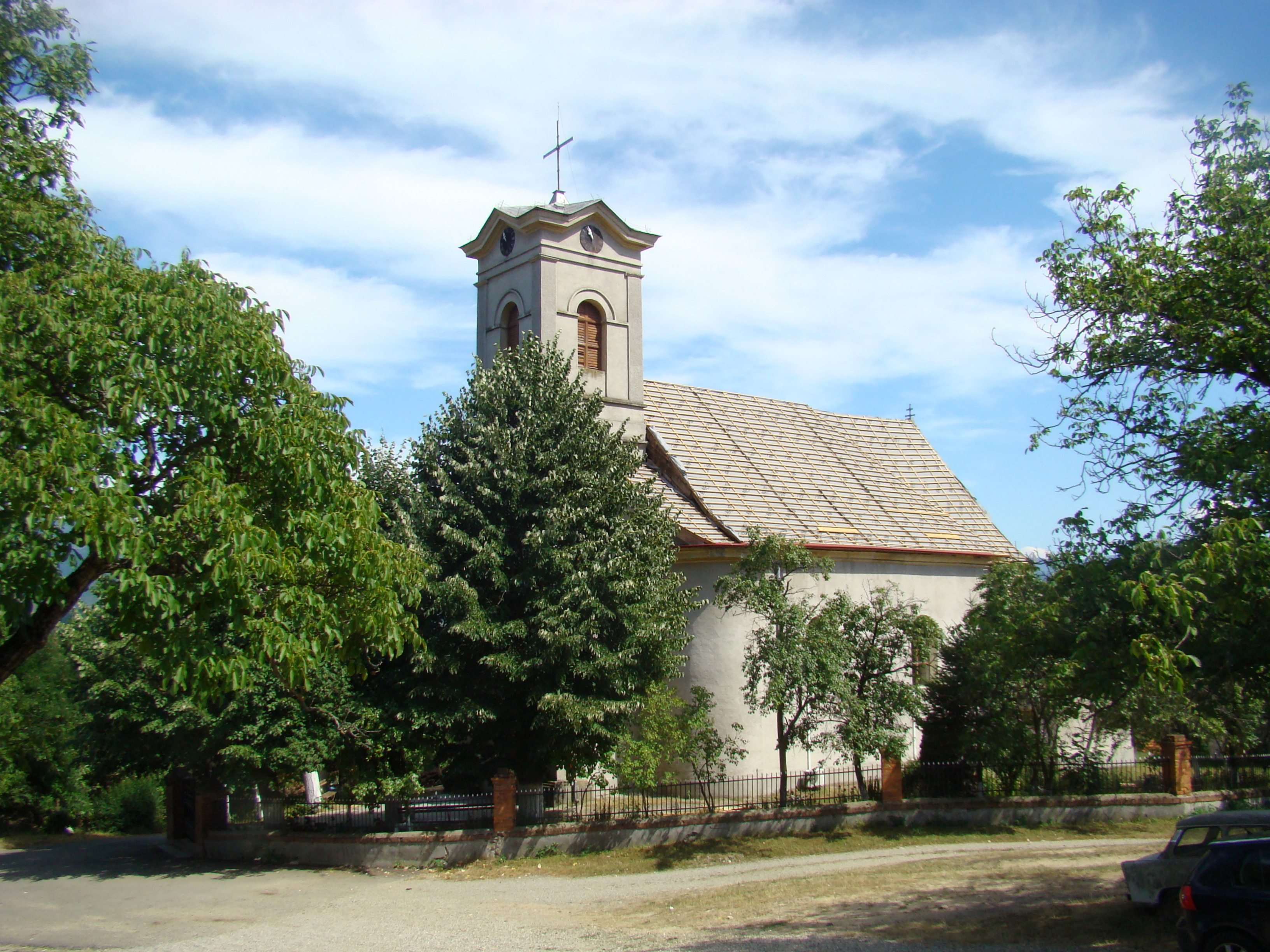
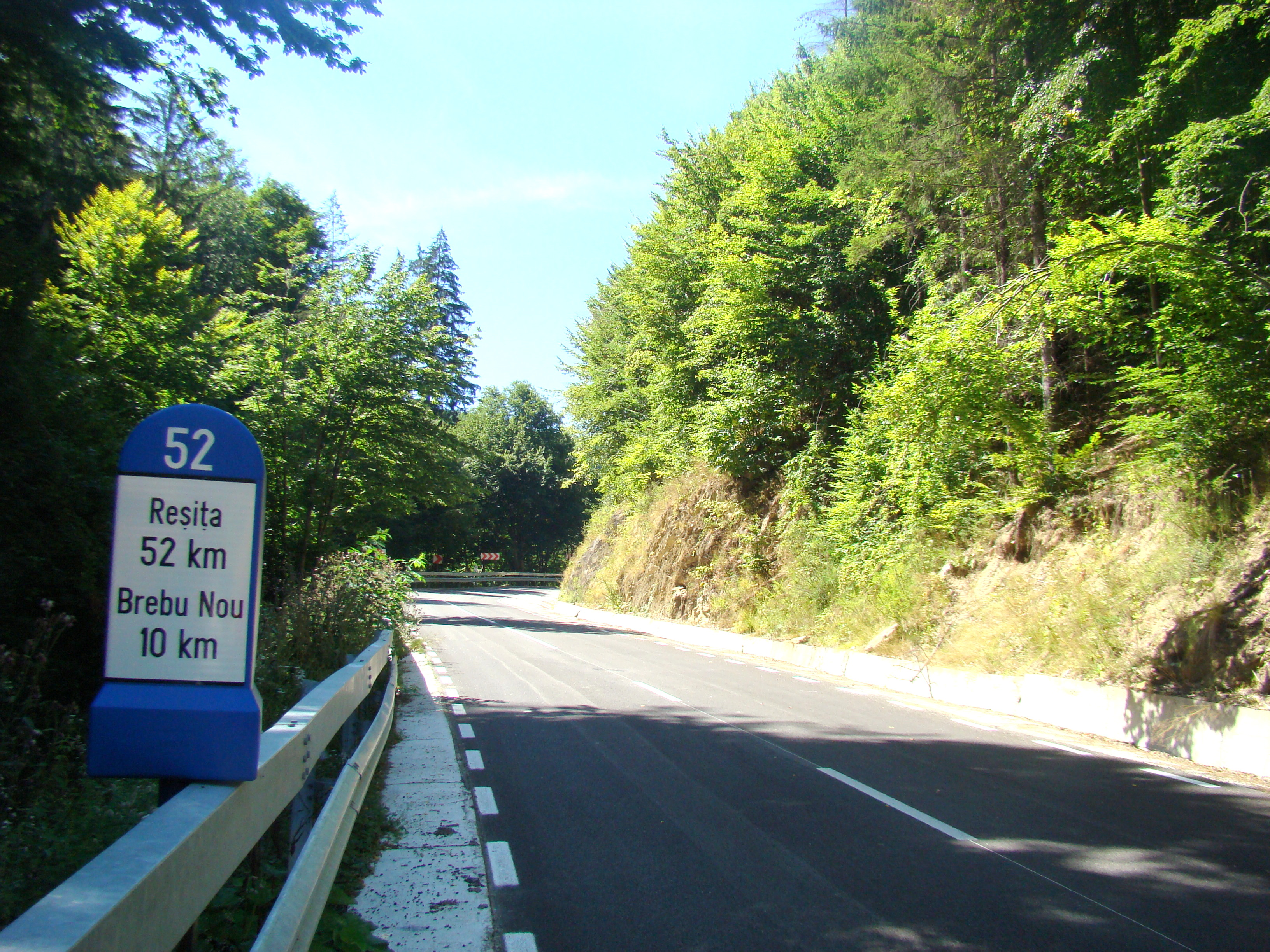
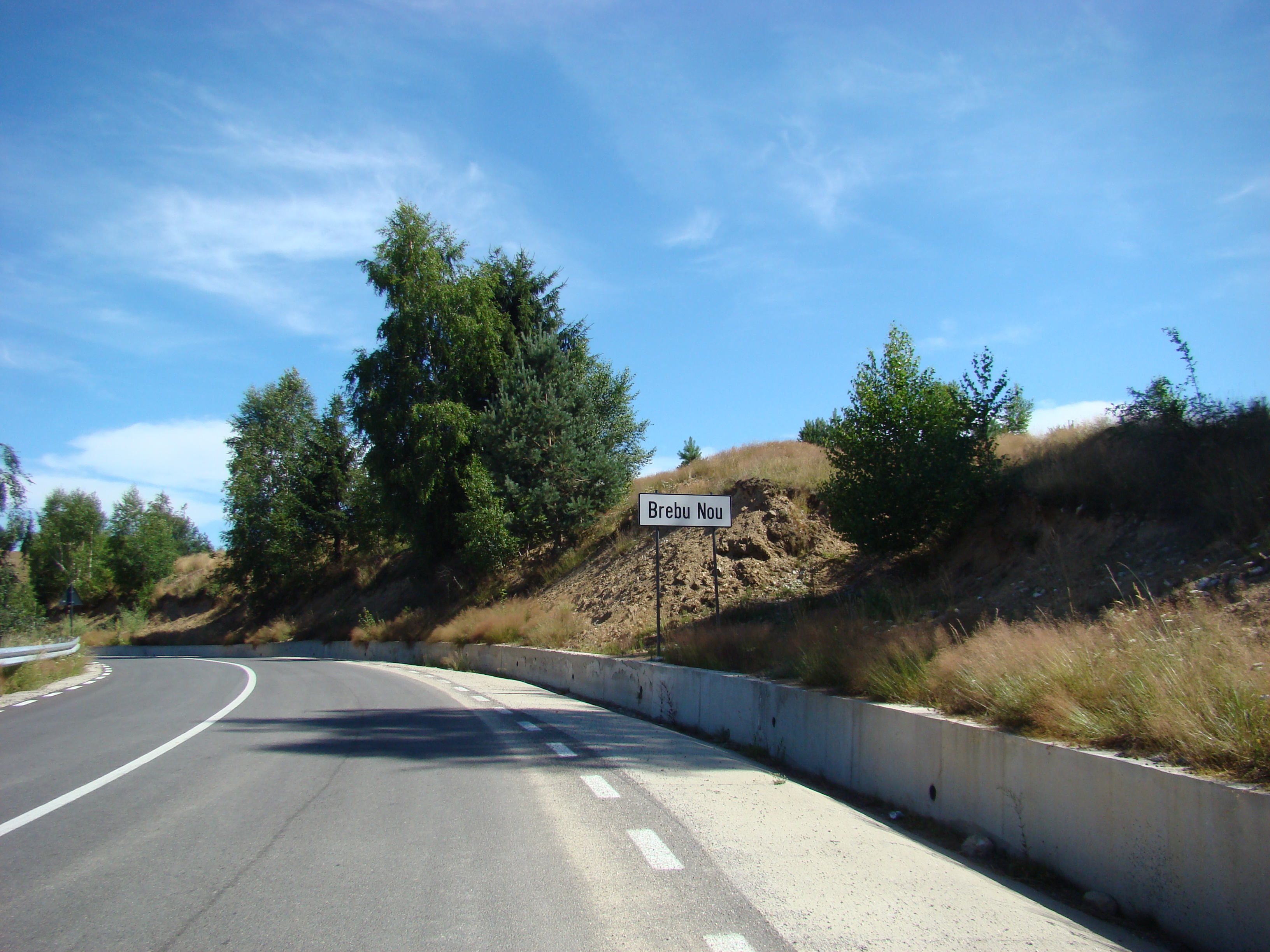
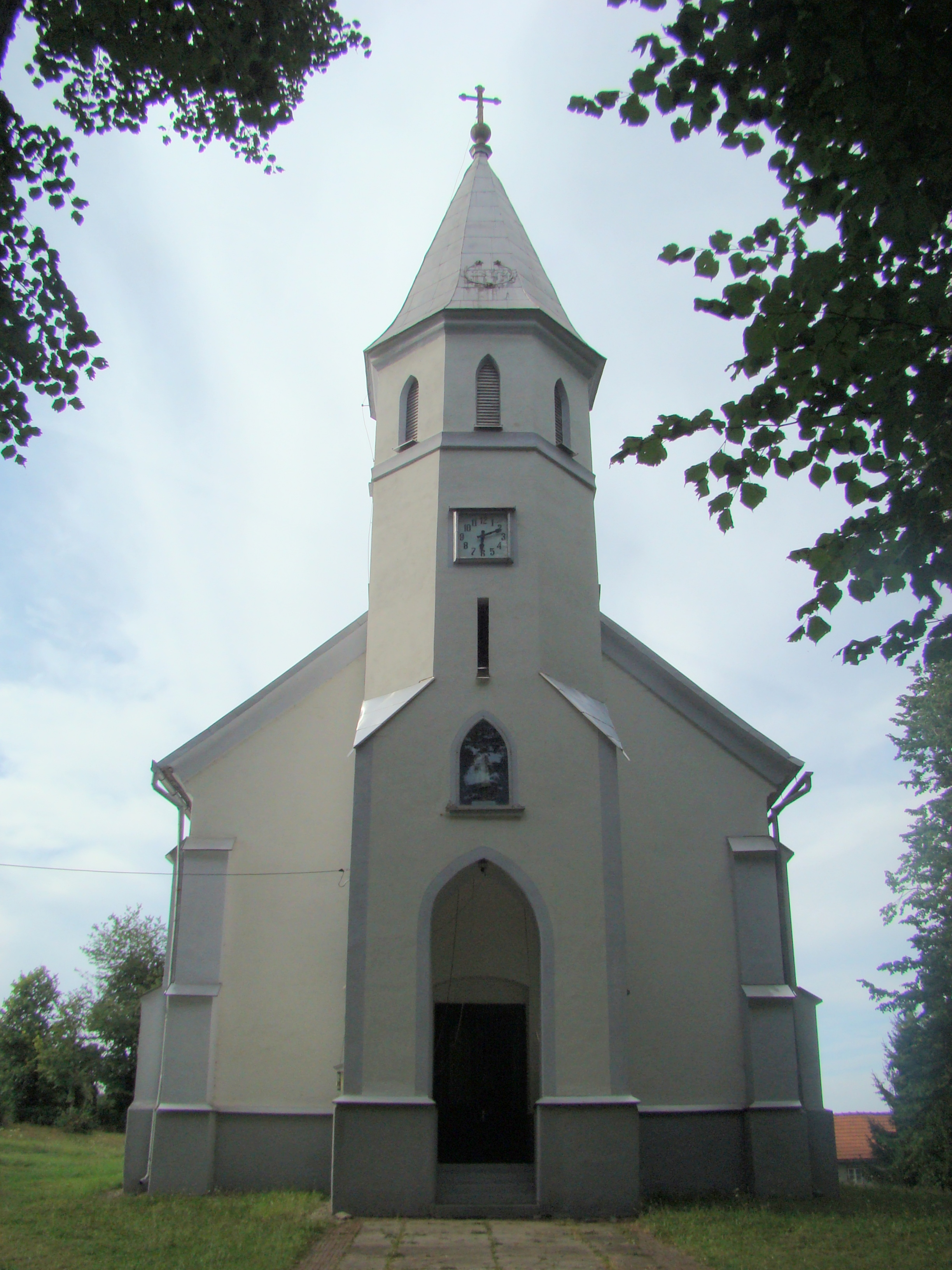
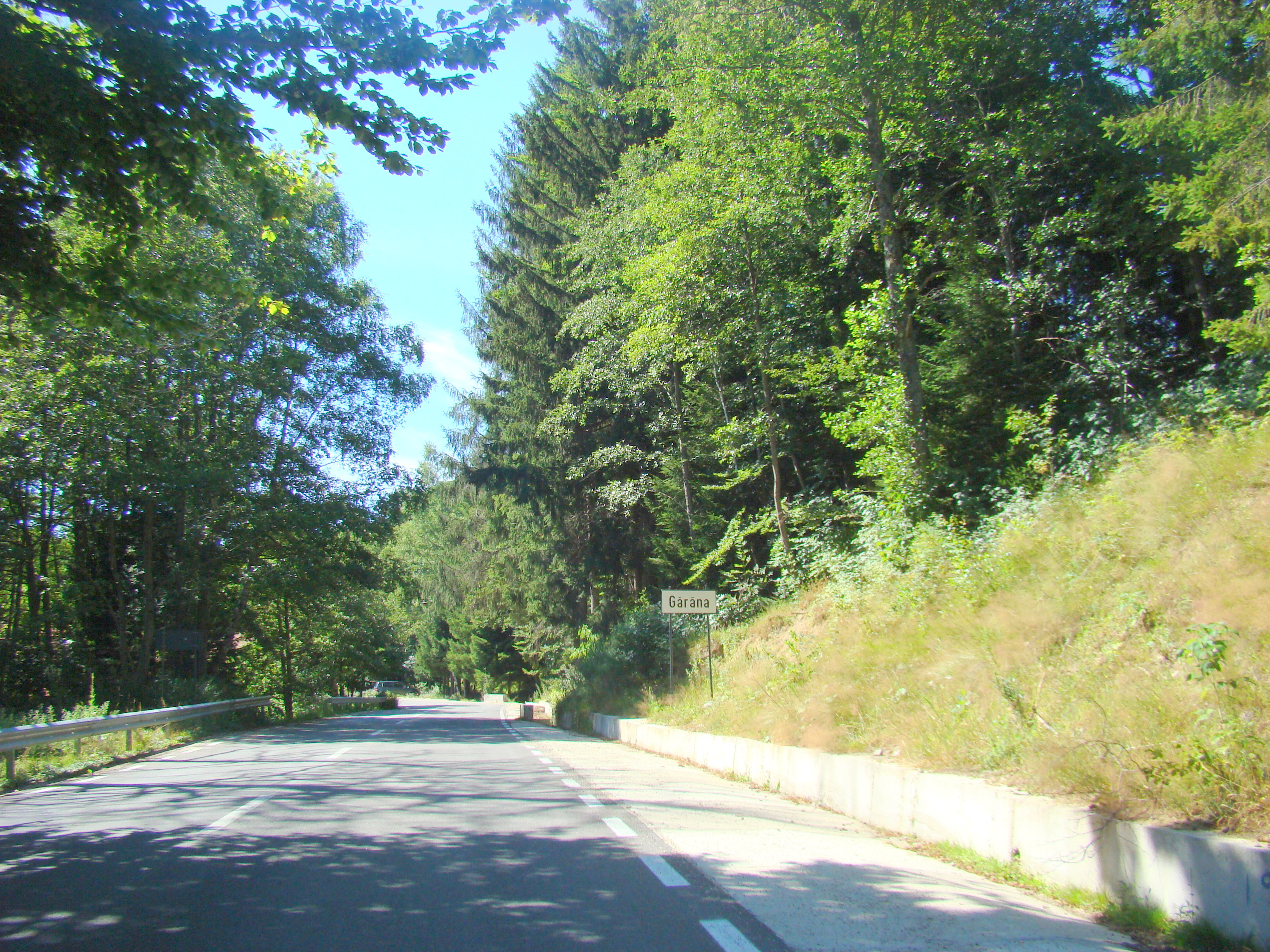
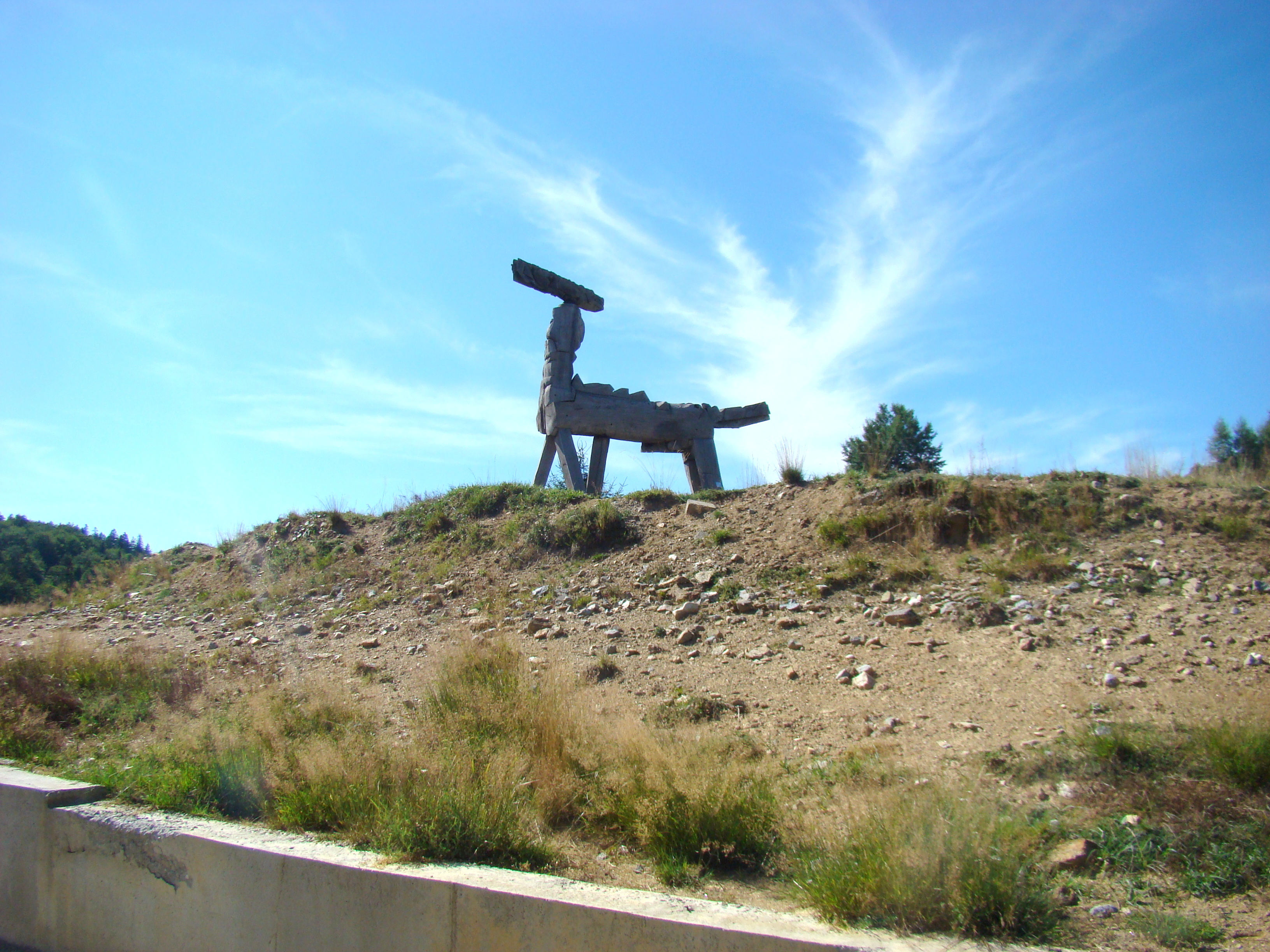
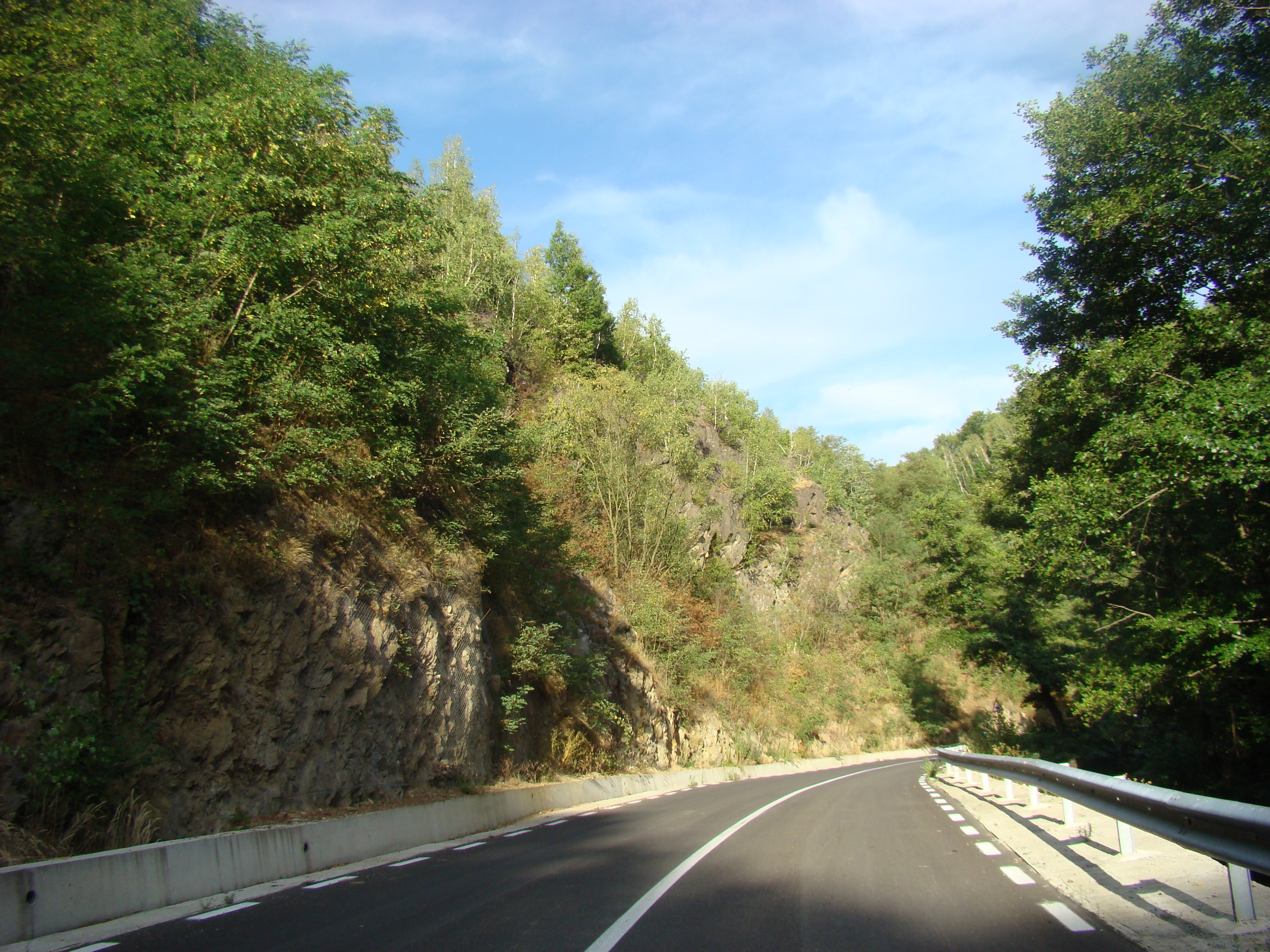
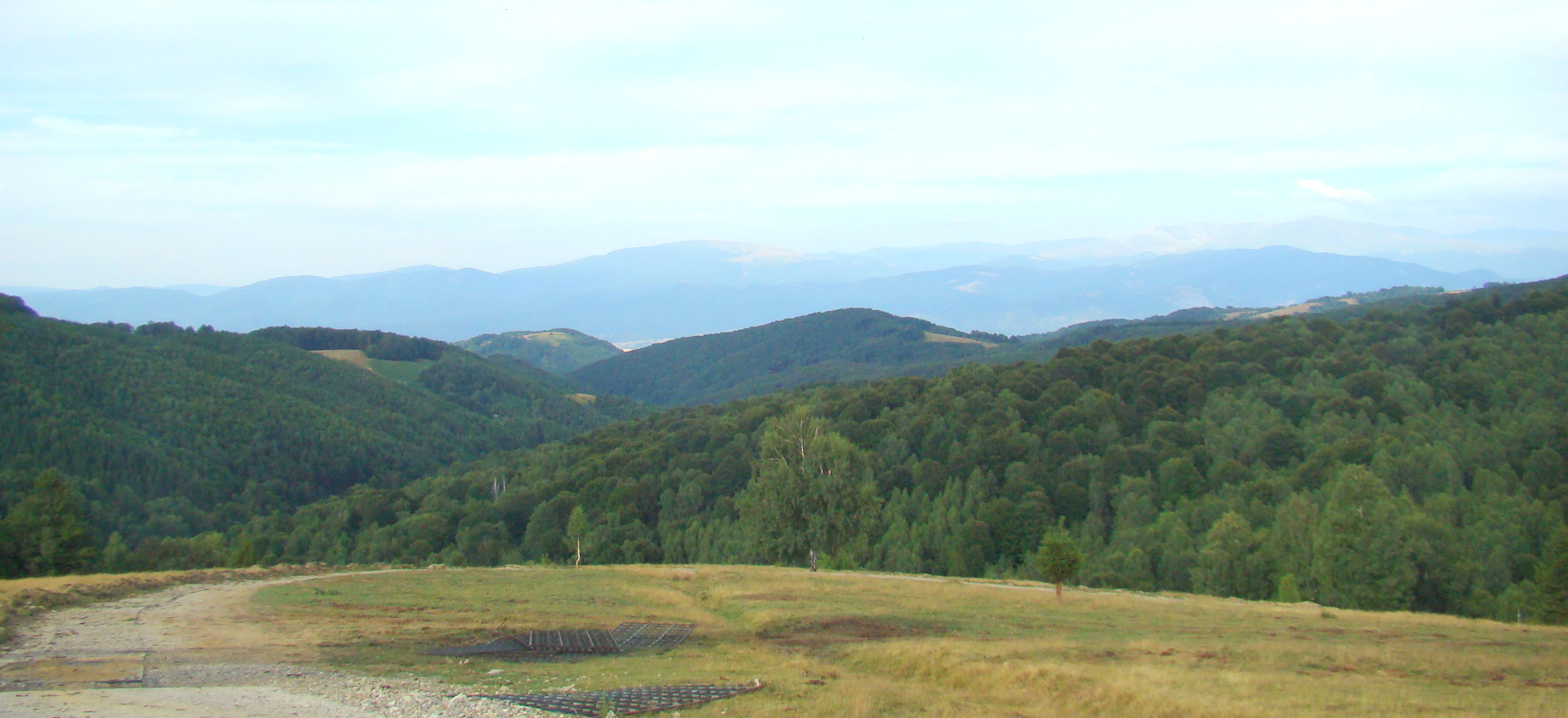
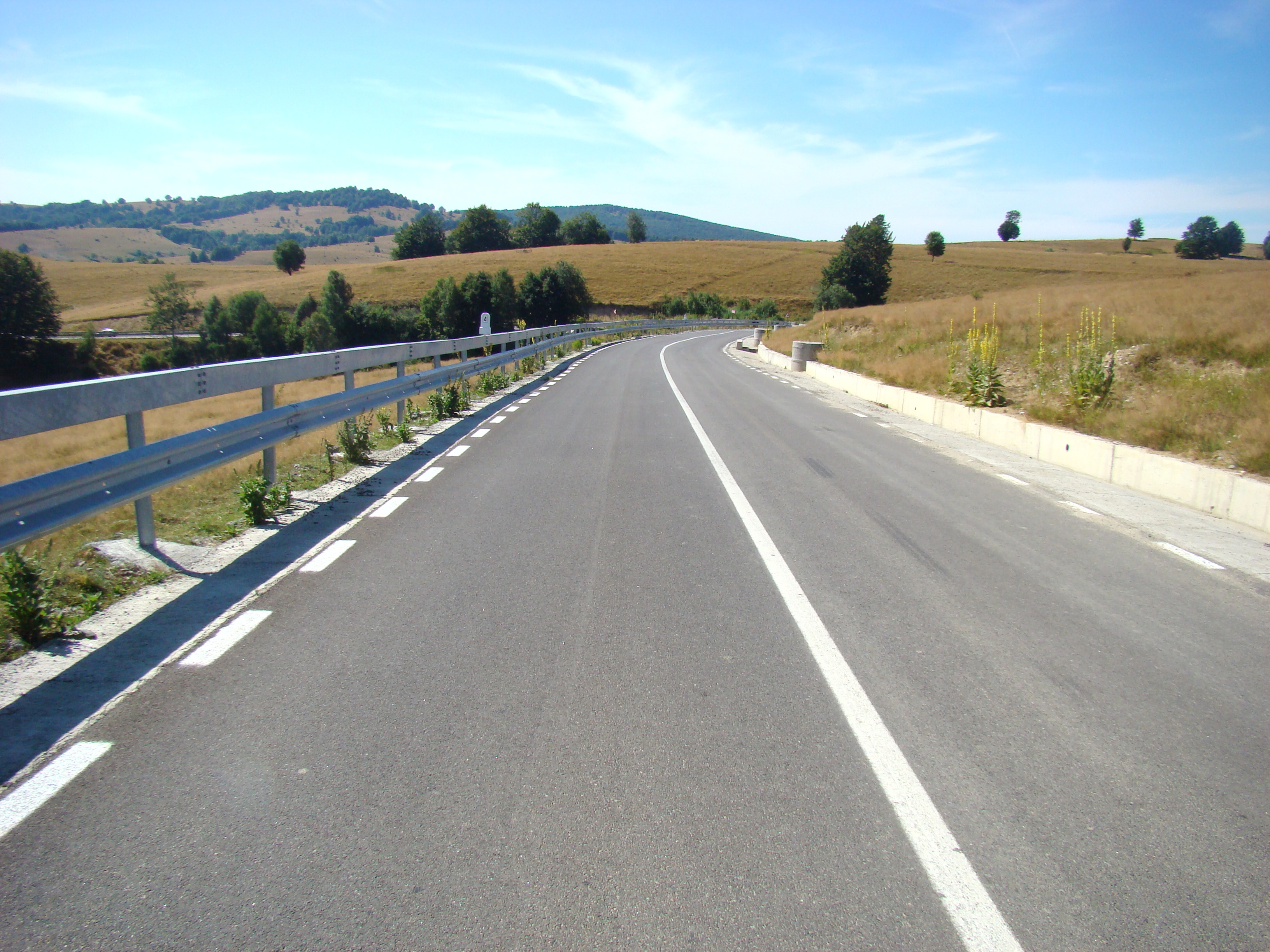
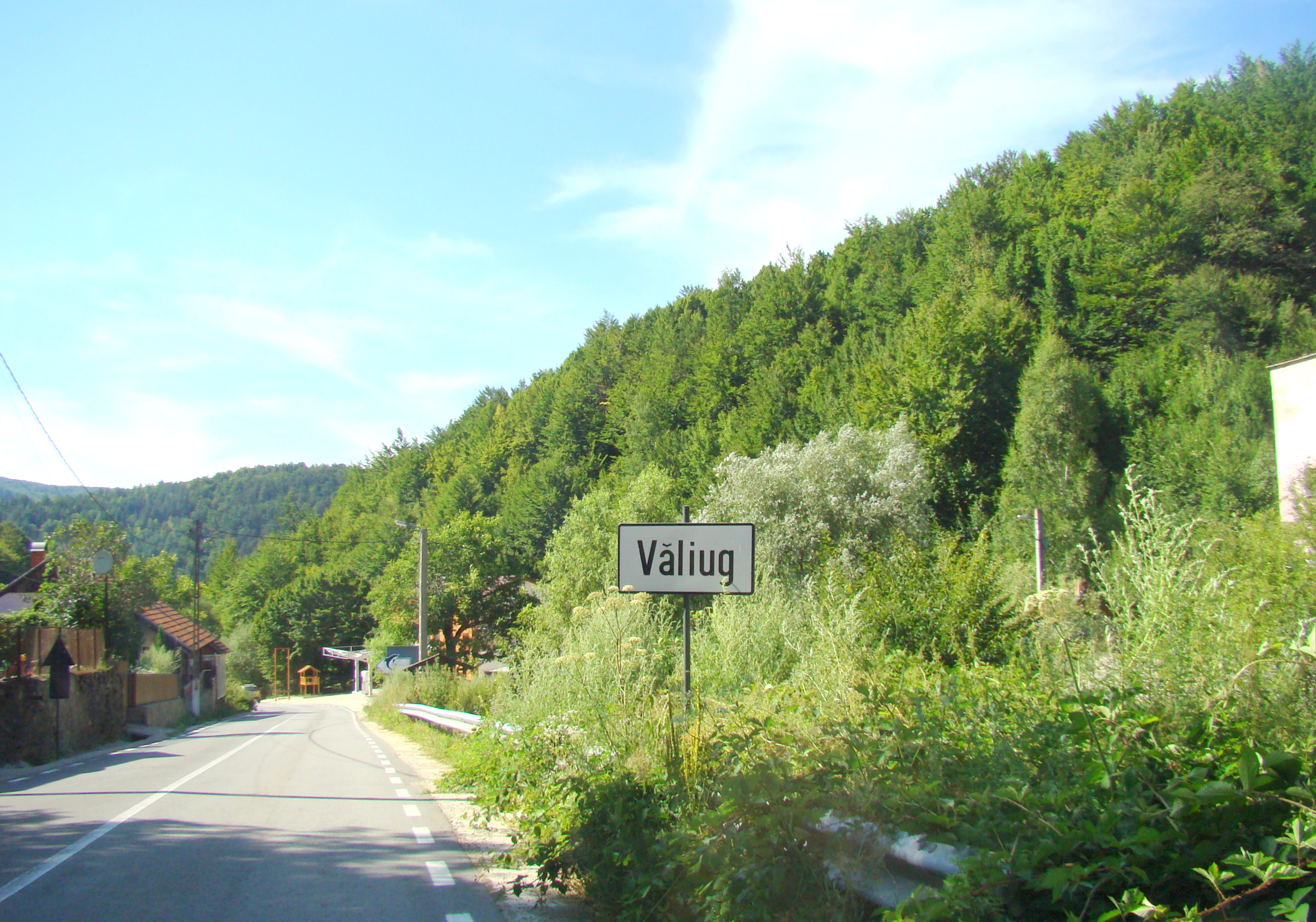
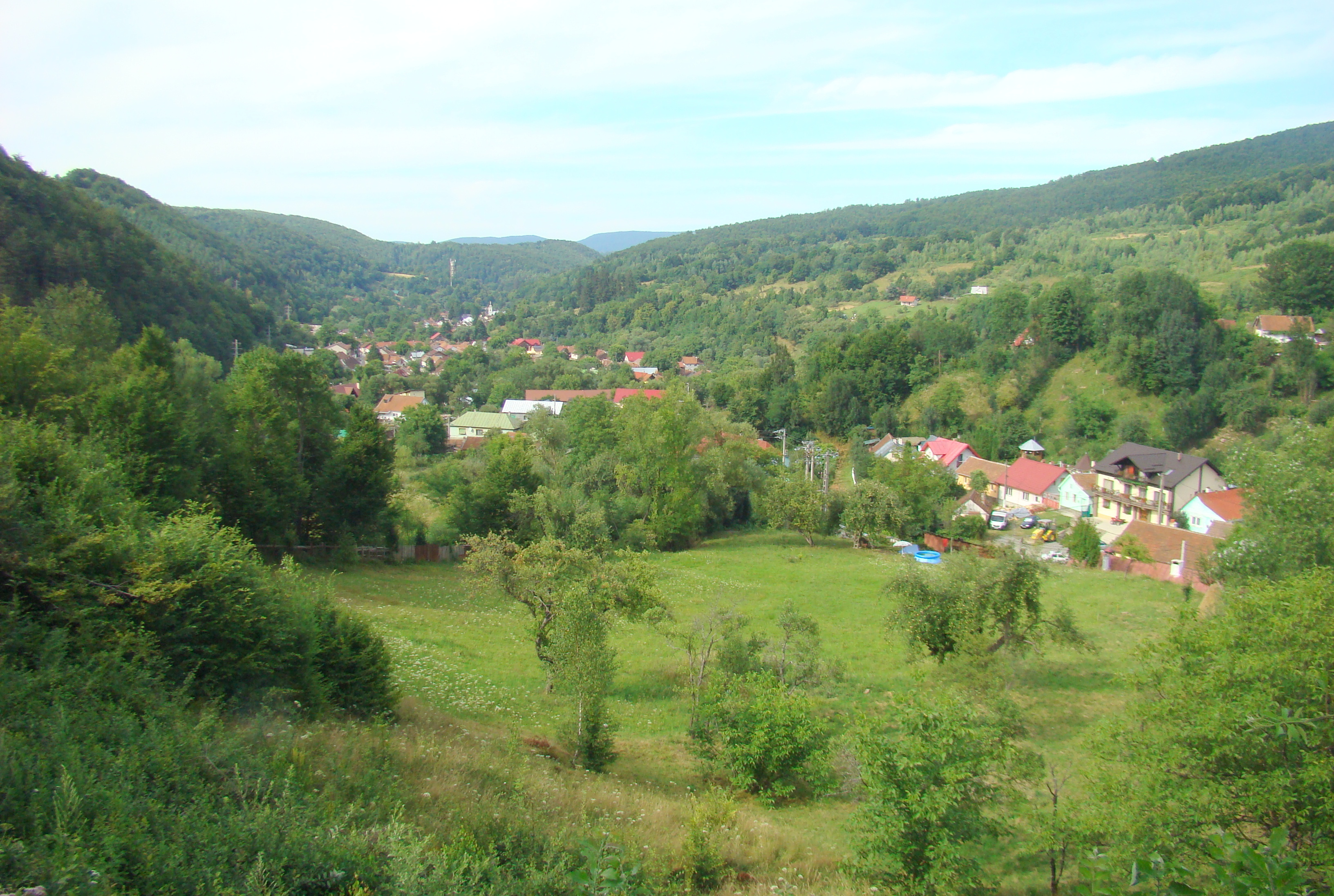